# 福尾誠
福尾 誠（ふくお まこと、1992年1月11日 - ）は、日本のタレント。NHKの番組『おかあさんといっしょ』の第12代目たいそうのおにいさん。東京都出身。身長は172cm、血液型はAB型。愛称は「まことおにいさん」。

## 略歴
小学生の時から体操競技を始め、選手として16年、コーチを5年間務めた経歴を持つ。体操教室で、子どもたちに指導をしていたこともあった。
福尾は体操競技以外では、サッカー、バスケットボール、水泳も習っていた。
2019年4月より、NHK教育の『おかあさんといっしょ』の第12代目のたいそうのおにいさんに就任し、体操「からだ☆ダンダン」を担当。
共演者は、以下の通り。
うたのおにいさんは、第12代目の花田ゆういちろう。
うたのおねえさんは、最初の3年間（2019年4月1日から2022年4月2日まで）は、第21代目の小野あつこ、最後の1年間（2022年4月4日から2023年4月1日まで）は、第22代目のながたまや。
たいそうのおねえさんは、初代の秋元杏月。
初の平成生まれのたいそうのおにいさんである。但し福尾自身は最初で最後の1990年代生まれの体操のお兄さん（後任の佐久本和夢は2000年以降及び21世紀生まれであるため）である。
2021年7月、「文春オンライン」特集班の調べで、既に結婚し2児の父親となっていたことが判明した。福尾自身は男女の双子を持つ父親になった。
2023年2月20日、同年4月1日をもってたいそうのおにいさんを卒業することが発表された。在任期間は4年。後任は佐久本和夢。
同番組内で、たいそうのおにいさんのみが単独で交代したのは、1973年（昭和48年）に、第4代目のたいそうのおにいさんの向井忠義から、第7代目のたいそうのおにいさんの川原洋一郎に交代して以来、50年（半世紀）ぶりの実例となった。
後任の佐久本も「からだ☆ダンダン」を、初代のたいそうのおねえさんの秋元と共に担当する。
また、同番組内で、たいそうのおにいさんは交代するものの、体操コーナーの楽曲の変更がないのは「ぞうさんのあくび」だった、1993年（平成5年）に、第9代目のたいそうのおにいさんの天野勝弘から、第10代目のたいそうのおにいさんの佐藤弘道に交代して以来、30年ぶりの実例となった。
2023年4月1日のファミリーコンサート高松公演の放送をもって番組を卒業。
2023年4月3日に自身のホームページと公式Twitterを開設。横山だいすけとのW主演で、子供向けイベントツアー『だいすけお兄さんとまことお兄さんの世界（名）迷作劇場』に出演。

## プロフィール
- 出身地：東京都
- 趣味：掃除、映画鑑賞[4]
- 好きな食べ物：焼肉、寿司
- 好きな色：ゴールド、ネイビー
- 前任の小林よしひさと同様、姉二人の末っ子長男である。

## 経歴
- 順天堂大学スポーツ健康科学部卒業。
- 順天堂大学大学院スポーツ健康科学研究科博士前期課程修了。2019年3月博士後期課程修了。
- CM 三菱地所「さあ、世界を驚かせよう。」あん馬（2014年8月）[5][6]

## 出演

### テレビ
- 『おかあさんといっしょ』（2019年4月1日 - 2023年4月1日、NHK Eテレ） - 12代目たいそうのおにいさん
  - 2024年10月4日、10月5日放送の『65周年 おたんじょうびウィーク』にゲストとして出演。
- 『ピタッと。TNCまつり2023かぞくのじかん』（2023年11月18日、テレビ西日本）
- 『サバンナ高橋の、サウナの神さま』（2023年12月9日、TOKYO MX）
- 『ヴィランの言い分SP　虫垂炎vsいぼ痔（じ）』（2023年12月23日、NHK Eテレ） - 虫垂炎 役
- 『クイズ!あなたは小学5年生より賢いの?』（2024年1月26日、日本テレビ放送網）
- 『最強スポーツ男子頂上決戦2024』（2024年5月3日、TBSテレビ）
- 『クイズ!あなたは小学5年生より賢いの?』（2024年5月24日、日本テレビ放送網）
- 『音が出たら負け？』（2024年8月19日、日本テレビ放送網）

### 舞台
- 『だいすけお兄さんとまことお兄さんの世界迷作劇場 2023～2024　ミュージカル アラビアンナイト 』（2023年5月20日 - 2024年2月25日） - アラジン 役

### コンサート
- 『Family Dream Live 2023東京公演　東京ドームシティホール』（2023年9月23日 - 9月24日）
- 『Family Dream Live 2023愛知公演　愛知県芸術劇場大ホール』（2023年10月21日 - 10月22日）
- 『Family Dream Live 2023大阪公演　梅田芸術劇場メインホール』（2023年12月16日 - 12月17日）

### イベント
- 『誠お兄さんのげんきアドベンチャー!』
  - イオンモールKYOTO（京都）（2023年11月4日）
  - Lovefes2023  長崎水辺の森公園（長崎）（2023年11月5日）
  - 日本モンキーパーク（愛知）（2023年11月19日）
  - おもちゃ王国（岡山）（2024年1月3日）
  - アリオ市原（千葉）（2024年2月18日）
  - りんどう湖ファミリー牧場（栃木）（2024年3月30日）
  - ラグーナテンボスラグナシア（愛知）（2024年4月28日）
  - おもちゃ王国（岡山）（2024年5月4日）
  - 日本モンキーパーク（愛知）（2024年6月2日）

- 『福尾誠 × TOWER RECORDS POP UP SHOP』（2023年8月1日 - 8月15日）
- 『福尾誠 × TOWER RECORDS POP UP SHOP』サイン会（渋谷）（2023年8月24日）
- 『2023-24 V.LEAGUE DIVISION1 MEN』

東京グレートベアーズ ホーム最終節 東レアローズ戦 1戦目始球式・ハーフタイムショー（立川）（2024年3月9日）
- 『中テレ祭り 2024』（福島）（2024年3月23日）
- 『ACO CHiLL CAMP 2024』（静岡）（2024年5月18日）
- 『つながるフェス』（福島）（2024年6月9日）
- 『誠お兄さんのWoW SUMMER アドベンチャー2024全国モールツアー』
  - 1店舗目アリオ加古川（兵庫）（2024年6月23日）
  - 2店舗目アリオ倉敷（岡山）（2024年7月7日）
  - 3店舗目セブンパークアリオ柏（千葉）（2024年7月14日）
  - 4店舗目アリオ上尾（埼玉）（2024年7月15日）
  - 5店舗目セブンパーク天美（大阪）（2024年8月3日）
  - 6店舗目プライムツリー赤池（愛知）（2024年8月4日）
  - 7店舗目アリオ八尾（大阪）（2024年8月5日）
  - 8店舗目アリオ市原（千葉）（2024年8月10日）
  - 9店舗目アリオ橋本（神奈川）（2024年8月11日）
  - 10店舗目アリオ札幌（北海道）（2024年8月31日）
- 体操教室の講師（三重県企業）（2024年6月15日）
- すこやかふれあいフェスティバル2024 （鹿児島）（2024年6月22日）
- 企業イベント（富山）（2024年7月6日）
- 『子育て応援団 すこやかあきた2024』（秋田）（2024年7月28日）

- 『グリーンランド遊園地』（熊本）（2024年8月12日）
- 「わくわくタウン」（島根）（2024年9月16日）
- 千葉県警「秋の全国交通安全運動出動式」（千葉）（2024年9月17日）
- 千葉南警察署 一日警察署長に就任（千葉）（2024年9月21日）
- OBS感謝祭「Fun＋Peak!!」（大分）（2024年9月22日）
- 浜名湖パルパル（静岡）（2024年9月29日）
- 第12代 体操のお兄さん・誠お兄さんトークショー＆親子体操教室を開催（ ドットエスティストア エミテラス所沢店）（埼玉）（2024年10月6日）
- 令和6年度「スポーツの日」中央記念行事 スポーツ祭り（東）（2024年10月14日）
- 「いきいき健康づくりフォーラム in 会津若松」（福島）（2024年11月10日）
- 演題「幼少期における運動の大切さ」（静岡）（2024年12月3日）（予定）

### アンバサダー
- TVアニメ『オチビサン』（NHK総合テレビジョン）応援アンバサダー
- ミュージカル『ディズニー　くまのプーさん』公演アンバサダー
- アリオ・グランツリー・プライムツリー・セブンパーク 2024年『夏のWoW』スペシャルアンバサダー
- 映画『ねこのガーフィールド』 宣伝ニャンバサダー

### ラジオ
- 『Nandaryミーティング〜あの日、何を食べていましたか?〜』（2024年2月4日、NHKラジオ第1放送）

### アプリ
- 『こどものためのクラシック』（ソニー音楽財団公式）

子育てクラシックナビ（アプリ） クラシックたいそう体操ムービー

### おかあさんといっしょ コンサート
ファミリーコンサート
| 公演   | タイトル                                     | 出演者（一部を除く） |
| ------ | -------------------------------------------- | --- |
| 2019年 | しあわせのきいろい・・・なんだっけ?!         | 花田ゆういちろう、小野あつこ、福尾誠、秋元杏月 チョロミー、ムームー、ガラピコ ナーニくん 小林よしひさ、上原りさ |
| 2019年 | ふしぎな汽車でいこう〜60周年記念コンサート〜 | 花田ゆういちろう、小野あつこ、福尾誠、秋元杏月 チョロミー、ムームー、ガラピコ 眞理ヨシコ、坂田おさむ、神崎ゆう子、速水けんたろう、茂森あゆみ 横山だいすけ、小林よしひさ、上原りさ じゃじゃまる、ぴっころ、ぽろり、スプー、ムテ吉、ミーニャ、メーコブ |
| 2021年 | まってたんだよキミのこと                     | 花田ゆういちろう、小野あつこ、福尾誠、秋元杏月、林アキラ チョロミー、ムームー、ガラピコ |
| 2022年 | たいせつなもの、なあに?                      | 花田ゆういちろう、ながたまや、福尾誠、秋元杏月 小野あつこ みもも、やころ、ルチータ、あーぷん |
| 2022年 | ようこそ、ファンターネ島へ!                  | 花田ゆういちろう、ながたまや、福尾誠、秋元杏月 みもも、やころ、ルチータ、あーぷん、アンモ・チョコモ、マーキー、ビヨヨン3兄弟 ファンターネ島ダンサーズ                                                                                                |
| 2023年 | しれば・・・トモダチ?ぴょんぴょんびょ～ん!   | 花田ゆういちろう、ながたまや、佐久本和夢、秋元杏月 みもも、やころ、ルチータ、けけちゃま、いわのすけ 福尾誠 |

スペシャルステージ
| 公演   | タイトル                         | 出演者（一部を除く） |
| ------ | -------------------------------- | --- |
| 2019年 | からだ!うごかせ!元気だボーン!    | 花田ゆういちろう、小野あつこ、福尾誠、秋元杏月 チョロミー、ムームー、ガラピコ シュッシュ、ポッポ、ゆめ、たいせい 小林よしひさ             |
| 2022年 | やっとあえたね!さあ、でかけよう! | 花田ゆういちろう、ながたまや、福尾誠、秋元杏月 みもも、やころ、ルチータ シュッシュ、ポッポ、ゆめ、まさとも チョロミー、ムームー、ガラピコ |

### 映画
- 映画 おかあさんといっしょ すりかえかめんをつかまえろ!（2020年1月24日公開、日活／ライブ・ビューイング・ジャパン）[8]
- 映画 おかあさんといっしょ ヘンテコ世界からの脱出!（2021年9月10日公開）

## ディスコグラフィー

### DVD
| リリース年 | リリース日 | タイトル                                                                                 |
| ---------- | ---------- | ---------------------------------------------------------------------------------------- |
| 2019年     | 8月7日     | 『NHK「おかあさんといっしょ」ファミリーコンサート しあわせのきいろい・・・なんだっけ?!』 |